# ルイーズ・クリフ
ルイーズ・クリフ（Louise Cliffe、1986年12月9日 - ）は、イギリスの女優。

## 出演作品
- クライモリ デッド・リターン